# 新惠镇
新惠镇，是中华人民共和国内蒙古自治区赤峰市敖汉旗下辖的一个乡镇级行政单位。

## 行政区划
新惠镇下辖以下地区：
北城新区社区、扎赛营子村、乃林皋村、蒙古营子村、呼仁保和村、三节梁村、哈达吐村、格格召村、康家店村、三宝山村、红娘沟村、王爷地村、三官营子村、大官营子村、高家窝铺村、下井村、巴尔当村、龙凤沟村、南三家村、二官营子村、新地村、丰盛店村、德力胡同村、老烧锅村、大吉恒地村和二道营子村。